# Cosmin Olăroiu
Cosmin Olăroiu (Bukarest, 1969. június 10. –) román labdarúgóedző, hátvéd.
Az Egyesült Arab Emírségek-beli Al Ahli vezetőedzője és a szaúd-arábiai labdarúgó-válogatott szövetségi kapitánya volt. Az Arab-félsziget egyik legjobb menedzserének tartották, új trófeák felé vezette Szaúd-Arábia, Katar és az Egyesült Arab Emírségek kirakatcsapatait (Al-Hilal, Asz-Szadd és Al Ain).
Rövid ideig hazájában is edzősködött, mielőtt az arab térségbe érkezett. A 2001–02-es szezonban az általa vezetett Naţional Bucureşti végig versenyben volt a bajnoki címért. Azonban az utolsó fordulóban kikaptak az Universitatea Craiovától, a címet a Dinamo Bucharest szerezte meg. 2006-ban a bajnokságot és a kupát is megnyerte a Steaua Bucureștivel, ugyanebben az évben az UEFA-kupa elődöntőjébe jutottak.
2006-ban ő lett az év román edzője.